# 華麗なる出会い
『華麗なる出会い』（原題：Bert and John）は、後にペンタングルを結成するイギリスのフォーク・ミュージシャン、バート・ヤンシュとジョン・レンボーンが連名で1966年に発表したスタジオ・アルバム。

## 解説
両名が当時共同生活していた、クリックルウッドのフラットで録音された。後にヤンシュは、当時のレンボーンとのコンビネーションに関して「私の演奏は生々しくリズミックで、ジョンの演奏はよりメロディックかつ軽快だった」と語っている。「グッドバイ・ポーク・パイ・ハット」は、チャールズ・ミンガスが1959年に初演した曲のカヴァーである。
Dean McFarlaneはオールミュージックにおいて5点満点中3点を付け「このデュオは、素朴なセッティングで共に美しい演奏をしている」と評している。また、白石和良は本作の音楽性に関して「二人の個々のソロ作よりもジャジーな傾向が強く、自作インストからミンガスの作品まで二本のフォーク・ギターが目一杯クールに決めている」と評している。
後にヴァンガード・レコードから発売されたLP『Stepping Stones』(VSD-6506)は、本作からの全12曲と、ヤンシュのオリジナル曲「My Lover」、「It Don't Bother Me」を含む14曲入りとなっている。

## 収録曲
特記なき楽曲はバート・ヤンシュとジョン・レンボーンの共作。
1. イースト・ウインド - "East Wind" - 1:27
2. ピアノ・チューン - "Piano Tune" - 1:41
3. グッドバイ・ポーク・パイ・ハット - "Goodbye Pork Pie Hat" (Charles Mingus) - 3:54
4. ソーホー - "Soho" (Bert Jansch) - 3:02
5. ティック・トカティヴ - "Tic-Tocative" - 1:58
6. オーランド - "Orlando" - 1:42
7. レッズ・フェイヴァリット - "Red's Favourite" - 1:36
8. ノー・イグジット - "No Exit" - 1:27
9. アロング・ザ・ウェイ - "Along the Way" (John Renbourn) - 2:04
10. ザ・タイム・ハズ・カム - "The Time Has Come" (Anne Briggs) - 2:56
11. ステッピング・ストーン - "Stepping Stones" - 2:45
12. アフター・ザ・ダンス - "After the Dance" - 2:24

## 参加ミュージシャン
- バート・ヤンシュ - ボーカル(on #4, #10)、アコースティック・ギター
- ジョン・レンボーン - アコースティック・ギター